# 科丁頓縣 (南達科他州)
科丁頓縣（英語：Codington County）是美国南达科他州東北部的一個縣，面積1,857平方公里。根据2020年美國人口普查，共有人口28,325人。縣治沃特敦 （Watertown）。該縣成立於1877年，縣政府則成立於1879年7月19日，縣名紀念一名為喬治·S·科丁頓（G.S. Codington）的牧師和達科他領地議員。
科丁頓縣是南達科他州沃特敦小都市地区的一部分。

## 地理
根据美国人口普查局的数据科丁頓縣总面积1,857平方公里，其中陆地面积1,781平方公里，水域面积76平方公里（占总面积的4.10%）。

### 重要高速公路
- 29号州际公路
- 81号美国国道
- 212號美國國道（英语：U.S. Route 212）
- 20號南達科他州州道（英语：South Dakota Highway 20）

### 周边县
- 格蘭特縣，东北
- 杜爾縣，东南
- 哈姆林縣，南
- 克拉克縣，西
- 戴縣，西北

## 人口
| 调查年     | 人口   | 备注 | %±    |
| ---------- | ------ | ---- | ----- |
| 1900       | 8,770  |      | —     |
| 1910       | 14,092 |      | 60.7% |
| 1920       | 16,549 |      | 17.4% |
| 1930       | 17,457 |      | 5.5%  |
| 1940       | 17,014 |      | −2.5% |
| 1950       | 18,944 |      | 11.3% |
| 1960       | 20,220 |      | 6.7%  |
| 1970       | 19,140 |      | −5.3% |
| 1980       | 20,885 |      | 9.1%  |
| 1990       | 22,698 |      | 8.7%  |
| 2000       | 25,897 |      | 14.1% |
| 2006年估计 | 26,347 |      |       |

根据2000年的人口普查科丁顿县有25,897名居民，分10,357个户，6,877个家庭。科丁顿县的人口密度为每平方公里15人。县内居民中96.74%为白人、0.14%为非裔、1.41%为原住民、0.28%为亞裔、0.02%为太平洋島原住民、0.57%是其它人种。0.84%是混血兒。西裔和拉美裔的人占1.06%。48.2%的人是德裔、20.0%是挪威裔、5.5%是愛爾蘭裔。96.7%的人的母语为英语、1.5%为西班牙语、1.2%为德语。
县内的10,357个户中有33.6%有18岁以下的未成年人、54.5%是结婚夫妇、8.1%是带孩子的单身妇女、33.6%不是家庭、27.9%是单身汉、10.8%有65岁以上的老年人。平均每户2.46人、每个家庭3.04人。
县内的人口结构为26.8%在18岁以下、10.4%在18岁至24岁之间、28.0%在25岁至44岁之间、20.7%在45岁至64岁之间、14.1%在65岁以上。平均年龄为35岁。女子对男子的性别比为100：98.5，成年人的性别比为100：96.5。
每户的平均年收入为36,256美元，家庭的平均年收入为45,153美元。男子的平均年收入为30,279美元，女子的平均年收入为19,826美元。人均年收入为18,761美元。约5.6%的家庭和9.0%的人口生活在贫困线以下，其中包括8.6%的未成年人和10.8%的老年人。